# أورلاندو فيغا
أورلاندو فيغا (بالإنجليزية: Orlando Vega) مواليد 16 يونيو 1968 في بروكلين، نيويورك، هو لاعب كرة سلة بورتوريكي معتزل. يبلغ طوله 6 قدم 4 بوصة (1.9 م). حقق المركز الأول في ألعاب النوايا الحسنة 1994. كان ظهوره الأول في سنة 1988 في دوري بورتوريكو لكرة السلة.

## الميداليات
| الميدالية | المسابقة                             |
| --------- | ------------------------------------ |
| ذهبية     | ألعاب النوايا الحسنة 1994            |
| ذهبية     | بطولة أمم الأمريكتين لكرة السلة 1995 |
| برونزية   | دورة الألعاب الأمريكية 1999          |

## روابط خارجية
- أورلاندو فيغا على موقع الاتحاد الدولي لكرة السلة (الإنجليزية)
- أورلاندو فيغا على موقع الدوري الإسباني لكرة السلة (الإسبانية)
- أورلاندو فيغا على موقع كرة السلة الأوروبية.كوم (الإنجليزية)
- أورلاندو فيغا على موقع ريلجم (الإنجليزية)
- أورلاندو فيغا على موقع بروبوليرز (الإنجليزية)
- أورلاندو فيغا على موقع سبورتس رفرنس (الإنجليزية)